# G-Nome
『G-Nome』（ジノーム）は、1997年2月28日にアメリカのゲームメーカー、7th Levelが発売したWindows 95用ファーストパーソン・シューティングゲームである。日本ではポニーキャニオンから同年3月21日に発売された。
同じ綴りのコンピュータデスクトップ環境"GNOME"は「グノーム」、地の精霊"gnome"は「ノーム」とそれぞれ発音するが、本作は「ジノーム」と発音する。

## ストーリー
長年の惑星開発競争の中で、ユニオン軍（ユニオン情報部：UIA）は敵対関係にあるスコープ軍が秘密裏に生物兵器の開発をしていることを解き明かした。その状況を察知したユニオン情報部は、かつては戦場で活躍するも、軍法会議によって軍からの追放を余儀なくされた主人公のジョシュア・ガンツを復帰させてスコープ軍の計画を阻止しようとする。その行く手には様々な敵部隊が待ち受けていた。
やがて、ガンツのライバルであるジャック・シェリダンがクローン研究所の存在が判明し、ユニオン情報部にとっては極めて大きな敵となる。

## 主な登場人物
括弧内の声優は日本語版での配役である。
ジョシュア・ガンツ
声：目黒裕一
本作の主人公であり、プレイヤーが操作するキャラクターである。かつて、どのマシンなどにおいて腕利きがよく、さまざまな局地戦において勝利に導いたエースパイロット。だが、10年前にスコープの急襲を受け無二の親友だったロン・パールを失った。その後、軍法会議で当時の指揮官であるジャック・シェリダンにその責任があると告発するも棄却され、軍から離れることを余儀なくされた。本作での出撃前は、ダーケン国境付近の街で冴えないバーを営んでいる。
ステファン・キリー
声：野島昭生
10年前の事件にガンツと一緒だったUIAきってのエキスパート。ダーケン領内で諜報活動の従事していたが、メルク軍の攻撃によりメルク国境への逃亡を余儀なくされる。ガンツとともに行動するが、ジャックによって殺されてしまう。
ヴィクトリア・ターン博士
声：玉川紗己子
メルク領内への医療親善使節団の一員として派遣されていたUIA隊員。生物兵器の第一人者で、ユニオン軍を代表する遺伝子工学の権威。
ジャック・シェリダン
声：若本規夫
UIA特殊部隊のエージェントで、ガンツのライバル関係。17年もの間スコープ軍領内で諜報活動に従事していただけあって、スコープ軍侵攻では頼りになる男だった。しかし、G-Nomeの研究所を破壊した後G-Nomeを奪取し逃走し、その際にかつての因縁からか、ガンツを殺そうとするが失敗する。
アランス・ウイルキンス将軍
声：飯塚昭三
ユニオン情報部の最高司令官で、作戦の指示や注意点をガンツ達に送るとともに、自ら戦場に立つ一面も見せる。ただ、本作での秘密作戦が終わった後にスコープ軍が参戦した際、役職を辞任した。

## メカ(HAWC)
HAWC（ホーク）は、ゲーム上に登場する兵士が搭乗する架空のビークル（重装自走兵器）で、Heavy Armor Weapon Chassisのスペルをとったものである。
ゲーム中では、「セントリーホーク」や「タクティカルディフェンスホーク」などの言葉が登場するが、大まかに見て、以下に大別することができる。
- 2足歩行型
- 多足歩行型 （4足歩行と6足歩行）
- ホバークラフト
- 戦車

ホバークラフトと戦車は360度砲台回転が可能だが、それ以外は最大90度までしか曲げることができない。さらに、横に一切回転できないマシンもある。マシンには燃料や防御用の電磁シールド、武器を積むための様々な機械が装備されている。ただ、ダメージを受けると機械が損傷して使えなくなったり、パーツの一部分が失われることがある。例えば、両肩に武器の格納部を装備しているマシンの場合、片方を失うと攻撃力が半減するといった具合である。

## 武器・建物など
武器は、おもに以下のタイプに分かれる。
エネルギー式（レーザー光線など）
マシン内にある燃料からある程度チャージされた状態のまま、光線が発射される。ただ、チャージ中に発射すると射程が短くなるとともに武器の威力が下がるのが特徴で、対電磁シールド用に効果的である。
弾薬式（ミサイル・マシンガンなど）
弾薬式の武器はチャージ時間はそれぞれ異なり、数に限りがあるものの、燃料消費は全くないのが特徴で、対装甲用に使うと効果的である。
建物は、おもに以下のタイプに分かれる
砲台（ミーゾンガードタワー、ロケットタワー）
ミーゾンガードタワー：強力なGAUS30キャノン砲（ユニオンだけGAUS20）を用いて攻撃する。チャージが遅いのと　エネルギー供給施設を破壊されると無力化されてしまうのが弱点。
ロケットタワー：ミサイルを武器とする砲台。弾薬に限りがあるのが弱点。
自動砲台（スィープタレット、ポップアップタレット）
スィープタレット：マシンガンを武器とする自動砲台。IFFコードで敵味方を識別する（歩兵だとコード関係なく攻撃される。
ポップアップタレット：敵が接近すると砲台を露出させるコインのような形の砲台。コントロール施設のIFFコードを変更することで味方にすることもできる。施設が破壊されると機能しなくなる。
その他の施設他に橋や発電所など、様々な施設が存在する。

## 舞台
砂漠からツンドラまで、さまざまな地形が存在する。それぞれの国は自分の地域に多い地形の色をしたHAWCや建物をつくることが多い（たとえばスコープ共和国内は緑が多いので、スコープ軍のHAWCは緑色を基調としている）。ただしレーダーが使用できるため、地形と時期の色によるカモフラージュ効果は期待できない。

## そのほか
- このゲームは、上記に挙げた「一人用プレイ」のほかに、インターネットによる接続を利用した「多人数プレイ」や、メカや施設に関する項目が網羅された「ラボ」（日本語版の説明書には「G-NOME's Lab」）がある。

なお、多人数プレイは、人数設定によっては自分以外すべてコンピュータープレーヤーでの対戦も可能である。